# Jacques Morgantini
Jacques Morgantini (21 février 1924 - 2 décembre 2019) est un superviseur de sessions d'enregistrements en studio, promoteur de la musique blues et critique musical français.

## Biographie
Jacques Morgantini est né à Montbéliard (Doubs) en 1924. Il devient fan de jazz après avoir entendu les disques de son père, et pendant ses études de chimie à Toulouse, il organise une conférence sur la musique jazz donnée par Hugues Panassié, le critique influent alors président du Hot Club de France. Panassié invite Morgantini à devenir vice-président du Hot Club, et en 1945, Morgantini crée le Hot Club de Pau. Il commence à développer un réseau de contacts aux États-Unis, ce qui lui permet d'inviter des artistes de jazz et de blues américains à se produire en France. En 1951, avec le soutien du Hot Club de France, il invite Big Bill Broonzy à se produire dans le pays,.
Jacques Morgantini travaille comme vendeur pour une compagnie d'électricité et rencontre Marcelle Chailleux lors d'une conférence qu'il a organisée à Pau pour discuter de la musique blues. Marcelle, née dans la Sarthe, est fan de musique classique mais attirée par le pouvoir émotionnel du blues. Ils se marient en 1963.
Par l'intermédiaire de Jean-Marie Monestier, propriétaire d'un magasin de disques à Bordeaux et plus tard fondateur du label Black & Blue, ils invitent des groupes de musiciens de blues à jouer en France, avec les tournées du Chicago Blues Festival gérées par Monestier, des musiciens comme Muddy Waters, John Lee Hooker, T-Bone Walker, Memphis Slim et Koko Taylor. Certains d'entre eux, John Lee Hooker et Memphis Slim, sont enregistrés par les Morgantini, soit dans le studio de leur domicile à Gan, soit en live, et leurs albums sont publiés par Black & Blue,.
Les Morgantini se lient d'amitié avec de nombreux interprètes, notamment Jimmy Dawkins et Fred Below, qui leur apprennent que plusieurs grands interprètes de blues de Chicago n'ont jamais été enregistrés. Avec leur fils Luc, Jacques et Marcelle Morgantini se rendent à Chicago au début des années 1970, où ils sont guidés dans les clubs par Dawkins, Below et Andrew "Big Voice" Odom. En 1975, Marcelle et Luc, avec Monastier, retournent à Chicago, déterminés à enregistrer des artistes en difficulté. Marcelle crée son propre label, MCM Records, le nom dérivant de ses initiales, et lors de deux voyages en 1975, elle enregistre les performances de club de Willie Kent, Willie James Lyons, The Aces, Jimmy Johnson, Luther Johnson et Bobby King. L'année suivante, elle enregistre Dawkins, Odom, Eddy Clearwater, Magic Slim, John Littlejohn, Hip Linkchain et Andrew "Blueblood" McMahon. Sa dernière visite dans les clubs de Chicago en 1977 donne lieu à des enregistrements de Jimmy Johnson et Robert "Big Mojo" Elem, mais en 1978, des difficultés financières conduisent à la fermeture du label MCM,,. 
L'ensemble des enregistrements de Marcelle Morgantini a été décrit par l'expert en blues Stuart Constable comme « une œuvre remarquable, non seulement pour le moment dans l'histoire du blues qu'il capture, mais aussi en raison de la qualité du son et du caractère unique des performances. Dans l'œuvre de Jimmy Dawkins, Magic Slim et Willie James Lyons, on peut entendre les prémices du blues-rock à venir. » . « 17 vinyles de légende » pour le critique Bruno Pfeiffer. De nombreux enregistrements de MCM ont été publiés plus tard sur CD par Storyville Records.
Jacques Morgantini supervise de nombreuses sorties sur le label Black & Blue. Il  écrit des articles sur la musique et des notes d'accompagnement, et aide à lancer la série de blues Black and White de RCA Records, dont beaucoup s'inspirent de sa propre collection de disques. Il produit la série de CD Jazz Forever et Blues Forever dans les années 1980, avant de créer une série de CD de compilations pour le label EPM et pour Frémeaux & Associés ainsi que la série Riverboat d'albums de musiciens de jump blues.
Marcelle Morgantini est décédée à Gan en 2007, à l'âge de 82 ans. Jacques Morgantini continue d'enregistrer des musiciens de blues, d'organiser des concerts, de travailler comme critique musical et de présenter des programmes radiophoniques de jazz et de blues. Il a reçu le prix du Cahors Blues Festival en 2016 et le prix Keeping The Blues Alive en 2017 de la Blues Foundation à Memphis. Il a produit une soixantaine d'albums.
Il est décédé en 2019, à l'âge de 95 ans.

## Filmographie
- Mémoire de blues : de Jacques Morgantini, réalisé par Jacques Gasser, 2016. 2 DVD 240 min.